# (100078) 1992 RZ2
(100078) 1992 RZ2 es un asteroide perteneciente al cinturón de asteroides, descubierto el 2 de septiembre de 1992 por Eric Walter Elst desde el Observatorio de La Silla, Chile.